# جون سي شاباز
جون سي شاباز (بالإنجليزية: John C. Shabaz)‏ (و. 1931 – 2012 م)هو محامي، وقاضي، وسياسي من الولايات المتحدة الأمريكية . تولى منصب عضو مجلس ولاية ويسكونسن .
وهو عضو في الحزب الجمهوري .

## التعليم
تعلم في جامعة ويسكونسن-ماديسون.